# Рибейро, Каролин
Каролин Рибейро (порт. Caroline Ribeiro Magalhães Rego; род. 20 сентября 1979, Белен) — бразильская топ-модель.

## Биография
Родилась в 1979 году в смешанной семье, имеет португальское и амазонское индийское происхождение. С раннего детства мечтала стать моделью, мать Каролин также была моделью. Первые три года свсвоей карьеры проработала моделью в Сан-Паулу, однако за пределы Бразилии изначально выйти ей не удавалось.
В 1999 году она переехала в Париж и распространила среди модельных агентов большое количество своих снимков сделанных на Polaroid, и получила приглашение на работу. В этом же году она подписала международный контракт с модельным агентством Marilyn Agency.
В мир большой моды она попала благодаря тому что стала одной из муз дизайнера модного дома Gucci Тома Форда, который пригласил её на свой показ в 1999 году. Вскоре она обрела мировую известность, приняв участие в показах: Carolina Herrera, Chanel, Christian Lacroix. В этом же году она впервые попала на обложку журнала Vogue в октябре Германия и декабре Италия.
С 2000 года по 2003 она являлась одной из востребованных мировых моделей, принимая участие в показах ведущих дизайнеров и модных домов. В различное время она попадала на обложки различных модных журналов, только в 2000 году она отметилась в четырёх версиях журнала Vogue.
В 2000, 2001 и 2002 годах участвовала в ежегодных итоговых показах бренда Victoria’s Secret.
Начиная с 2007 года постепенная снизила свою активность, последний раз выходила но подиум в 2012 году.
В различное время принимала участие в следующих показах: Alexander McQueen, Anna Sui, Badgley Mischka, Bottega Veneta, Carolina Herrera, Calvin Klein, Celine, Chloé, Christian Dior, Christian Lacroix, Dolce & Gabbana, Donna Karan, Dries Van Noten, Emanuel Ungaro, Fauze Haten, Fendi, Gucci, Jean Paul Gaultier, Jill Stuart, John Bartlet, John Galliano, Loewe, Luca Luca, Mark Eisen, Michael Kors, Missoni, Narciso Rodrigues, Nicole Miller, Oscar de la Renta, Ralph Lauren, Sonia Rykiel, Tommy Hilfiger, Valentino, Versace, Yves Saint Lauren и других.
Начиная с 2005 года снялась в качестве актрисы в нескольких бразильских телесериалах.